# João Cabral de Melo Neto
João Cabral de Melo Neto (9. ledna 1920, Recife – 9. října 1999, Rio de Janeiro) byl brazilský spisovatel. V roce 1990, jako druhý autor v historii, obdržel Camõesovu cenu, nejprestižnější ocenění pro autory píšící v portugalském jazyce. V roce 1992 získal Mezinárodní literární cenu Neustadt.
V roce 1942 vydal svou první sbírku básní Pedra do sono, která měla blízko k surrealismu a kubismu. Ve druhé sbírce z roku 1945 (O engenheiro) však razantně změnil styl, což z něj učinilo lídra tzv. Generace roku 45, pro niž se stala typická poezie strohá, věcná, přímočará, nezdobná. V roce 1945 se rovněž stal diplomatem a sloužil na brazilských ambasádách na čtyřech kontinentech až do odchodu do důchodu v roce 1990. Dlouhou dobu působil především ve Španělsku, kde se spřátelil s malíři Joanem Miró a Antoni Tàpiesem.
K nejslavnějším z jeho třiceti sbírek veršů patří Morte e vida Severina z roku 1955. V roce 1994 oslepl a poezii přestal psát.